# Tiranicidio

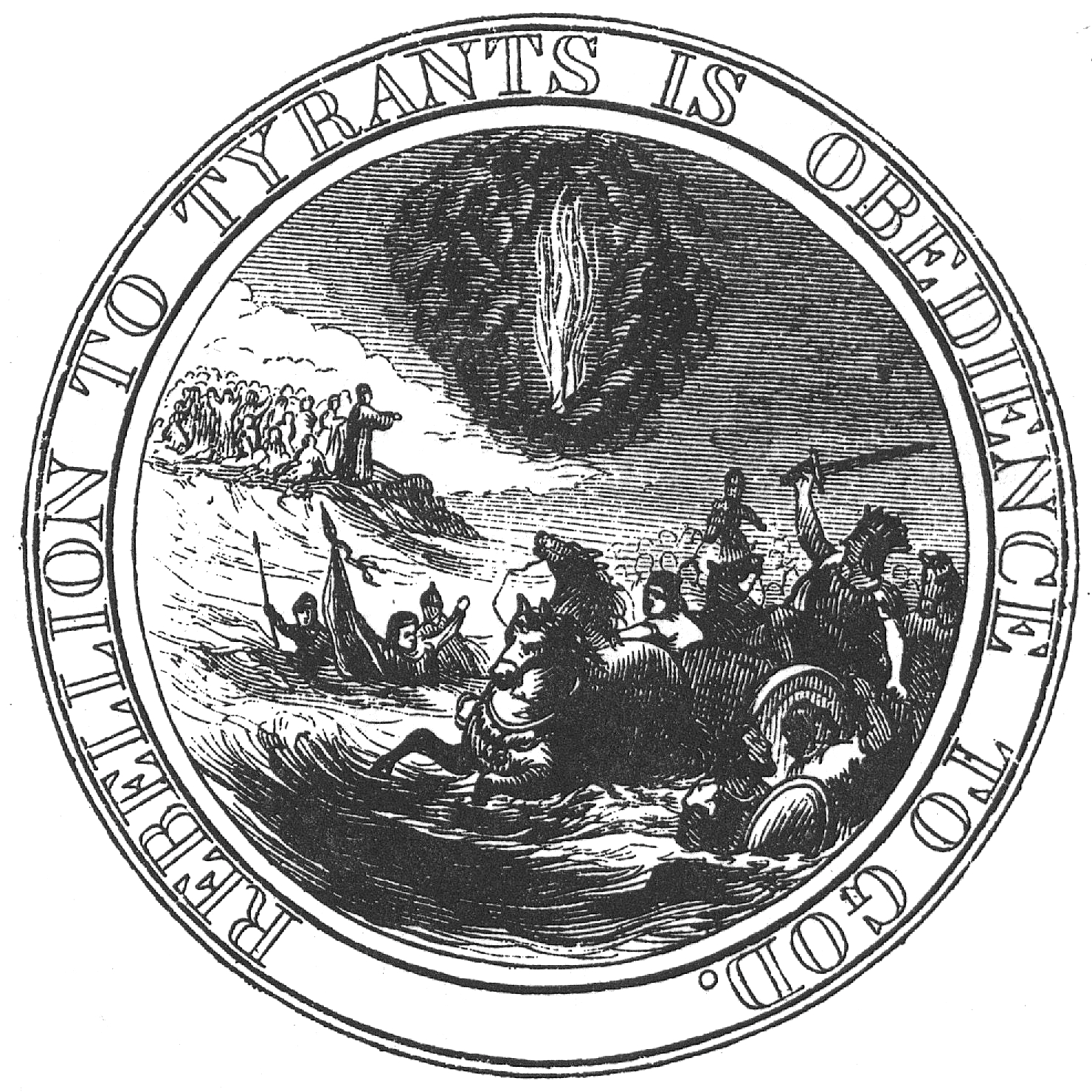
La sugerencia de Benjamin Franklin para el Gran Sello de los Estados Unidos incluía la frase "Rebellion to Tyrants is Obedience to God" ("La Rebelión contra los Tiranos es Obediencia a Dios").

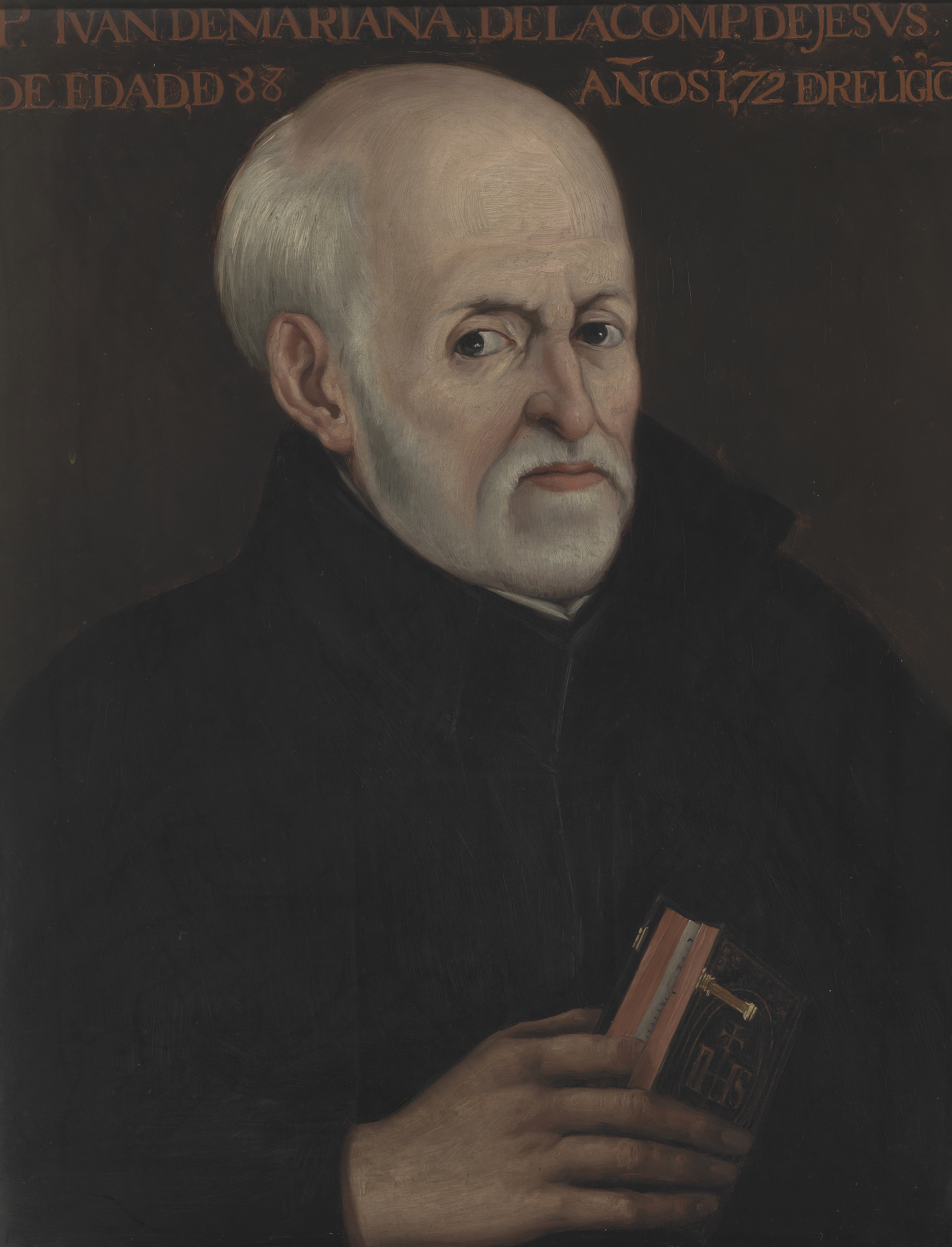
Retrato del jesuita español Juan de Mariana, autor de De rege et regis institutione (1599), obra en la que argumenta la legitimidad de una revolución o ejecución de un rey si actúa con tiranía.

El tiranicidio es una palabra que significa darle muerte al tirano, es decir, al gobernante o dirigente que ha dejado su rol de líder y protector de sus gobernados y que se ha convertido en déspota o criminal. Es un término que viene de la Antigua Grecia. Por ejemplo, se usa para designar como «tiranicidas» a Aristogitón y Harmodio, considerados como dos héroes y tratados como mártires de la libertad tras el derrocamiento de Hipias. Su teorización en la época posterior incluye su debate en la escolástica medieval (Tomás de Aquino) y moderna (Padre Mariana), siendo posiblemente uno de los precedentes intelectuales de las revoluciones burguesas inspiradas en el liberalismo clásico, al permitir moralmente el derecho de rebelión contra un poder opresivo, e incluso el regicidio o muerte del rey, en particular, por la Revolución francesa.
El tiranicidio es uno de los tópicos de la Independencia de Estados Unidos, que incluye algunas anécdotas sobre apologías a eliminar a los tiranos. Como ejemplo está aquella frase atribuida a Thomas Jefferson El árbol de la libertad debe ser regado con la sangre de los patriotas y de los tiranos, o la frase del estado de Virginia "Sic semper tyrannis" (Así siempre a los tiranos) a sugerencia de George Mason.
El tiranicidio es un concepto que sirve para la justificación moral de ciertos actos que jurídicamente se conocen como magnicidio, el asesinato de un gobernante o figura notable. Moral y tácticamente el tiranicidio significa que al herir al déspota, y solamente a él, no se sacrifican inocentes, sustituyendo a la revolución y a la guerra civil (ver: asesinato selectivo).